# Raphael Fellmer
Raphael Fellmer (* 1983, Berlín) je německý freegan, popularizátor životního stylu, při němž se lidé obejdou bez peněz a využívají přebytků konzumní společnosti. Založil internetový portál Foodsharing, jehož smyslem je podpořit směnu věcí, které lidem přebývají, namísto aby je vyhodili.
Žije v Berlíně s manželkou a dvěma dětmi.

## Život
Vystudoval vysokou školu v nizozemském Haagu.
Zlomem v jeho životě byla cesta z Nizozemska do Mexika, kterou s kamarády zvládli bez peněz. Batoh na cestu byl poslední věcí, kterou si koupil. Přes Atlantský oceán tehdy přepluli zdarma, za údržbu lodi italského milionáře. Po Mexiku jezdili stopem, jídlo a ubytování si odpracovali. S těhotnou manželkou pak začal žít v malém bytě ve vile berlínského advokáta, kterému místo placení nájmu pomáhal s úklidem, údržbou domu a zahrady.

V Berlíně nejprve jídlo vybíral z popelnic. Později však začal získávat ze supermarketů potraviny, které už obchody nejsou např. kvůli končící lhůtě spotřeby schopny prodat. Založil také portál Foodsharing, jehož smyslem je podpořit směnu věcí, které lidé mají navíc.
Peníze využívá pouze v případech, kdy potřebuje nakoupit např. léky, které hradí z přídavků na děti. Rodina má také zaplacené zdravotní pojištění.
| „                 | Žiju z toho, co zbývá, abych upozornil na velký problém plýtvání v naší společnosti. | “ |
| — Raphael Fellmer |                                                                                      |   |

## Dílo
- FELLMER, Raphael: Šťastný bez peněz